# Walter Hiers
Walter Hiers (Cordele, 18 luglio 1893 – Los Angeles, 27 febbraio 1933) è stato un attore statunitense che lavorò nel cinema all'epoca del muto.

## Filmografia
- Her Awakening, regia di D.W. Griffith - cortometraggio (1911)
- Once Every Ten Minutes - cortometraggio (1915)
- Just Out of College, regia di George Irving (1915)
- The Labyrinth, regia di E. Mason Hopper (1915)
- The Conquest of Canaan, regia di George Irving (1916)
- Common Sense Brackett (1916)
- Seventeen, regia di Robert G. Vignola (1916)
- The End of the Tour, regia di George D. Baker (1917)
- God's Man, regia di George Irving (1917)
- The Lesson, regia di Charles Giblyn (1917)
- The Mysterious Miss Terry, regia di J. Searle Dawley (1917)
- Over There, regia di James Kirkwood (1917)
- Life's Whirlpool, regia di Lionel Barrymore (1917)
- Brown of Harvard, regia di Harry Beaumont (1918)
- Our Little Wife, regia di Edward Dillon (1918)
- Mrs. Slacker, regia di Hobart Henley (1918)
- The Accidental Honeymoon, regia di Léonce Perret (1918)
- A Man's World, regia di Herbert Blaché (1918)
- Waifs, regia di Albert Parker (1918)
- Bill Henry, regia di Jerome Storm (1919)
- So Long Letty, regia di Al Christie (1920)
- Is Matrimony a Failure?, regia di James Cruze (1922)
- Christine of the Hungry Heart, regia di George Archainbaud (1924)